# Orchestra (The Servant)
Orchestra is een nummer van de Britse alternatieve rockband The Servant uit 2004. Het is de eerste single van hun titelloze debuutalbum.
"Orchrstra" is het bekendste nummer van The Servant. Het indierocknummer flopte in het Verenigd Koninkrijk en het Nederlandse taalgebied, maar werd wel een grote hit in Frankrijk en Italië, met een 20e positie in Frankrijk en een 17e in Italië. The Servant heeft het succes van dit nummer later niet meer weten te evenaren.